# Пивоварна „Младен Тодоров“
Пивоварна фабрика „Младен Тодоров“ известна и като Младеновата пивоварна е бивша пивоварна фабрика, със седалище град София, основана през 1886 г. и прекратила дейността си през 1906 г. Правоприемник на нейните активи е Пивоварна фабрика „Македония“, основана през 1907 г.

## История
Фабриката е построена през 1886 г. в София, кв. Банишора, на ул. „Козлодуй“, от Кривия Стоян. След няколко години фабриката преминава в ръцете на сина на Стоян Кривия – Младен Стоянов Тодоров. Към 1892 г. Младен Тодоров е вече нейн собственик. През 1892 г. в Пловдив се провежда Първото българско земеделско-промишлено изложение. Младеновата пивоварна участва в изложението и е наградена със златен медал.
На регионалния пазар Младеновата пивоварна се конкурира успешно с останалите столични пивоварни: големите фабрики „Братя Прошекови“ и „Павлово“, както и с по малката такава на Таки Димитров.
Фабриката разчита за пивопроизводството на местен ечемик, докато хмелът е изцяло внос от чужбина. През 1895 г. дружеството преработва пивоварен ечемик на стойност 30000 лева. Предпочитани са сортовете пролетен ечемик „Шевалие“ и „Хана“.
Според статистическите данни на Министерството на финансите, през 1895 г. пивоварното заведение на Младен Стоянов произвежда 327040 литра бира, продава 404780 литра (вкл. произведени количества от предходната година), като заплаща акциз на държавата в размер на 20239 лева. През 1896 г. фабриката произвежда 322570 литра бира, продава 392290 литра, и заплаща акциз в размер на 19615 лева. През 1897 г. са произведени 263250 литра, продадени са 262120 литра, и е заплатен акциз 13106 лева. Тези резултати нареждат Младеновата пивоварна през 1895 г. на трето място в страната по обем на производството и реализираното пиво, непосредствено след пивоварната на братя Прошекови в София и тази на Йохан Хаберман в Русе.
С приемането на Закона за насърчение на местната индустрия от 20.12.1894 г . (обн. „Държавен вестник“, ХVІІ, бр.22 от 28 януари 1895 г.), и допълнението му от 06.03.1896 г., се поставя началото на протекционистичната стопанска политика в България, включително и спрямо пивоварната индустрия. Законът предвижда следните привилегии за пивоварните фабрики в страната: освобождаване от мито и пренасянето с 35 % намаление по държавните железници на машини и части за машини при техния внос; освобождаване от мито и пренасянето с 35 % намаление по държавните железници на суровините, нужни на фабриките за производството и липсващи в страната; освен това с това намаление се ползват пивоварните фабрики и при превоза на произведеното от тях пиво.
Пивоварната на Младен С. Тодоров също се възползва от привилегиите на закона. Съгласно Свидетелство № 720/66 от 14.03.1896 г. на Министерството на търговията и земеделието (обн. „Държавен вестник“, ХVІІІ, бр.77 от 10 април 1896 г.) издадено на Младен С.Тодоров, фабричното му пивоварно заведение може да се ползва от облагите и правата по чл.3, букви в, г и д от Закона за насърдчение на местната индустрия, а именно : да внася от чужбина без мито, 3 вагона празни бъчви (бурета), както и да ги пренася с отстъпка 35 % от тарифите на БДЖ. През следващите години са издадени множество такива свидетелства, с които на пивоварната се разрешава безмитния внос на необходимите за производството материали и суровини : хмел, квас (мая), дърво за тапи, дъбови дъги, бъчви, бурета и каци, смола за бъчви, декстрин, филтрова маса, минерално машинно масло, машини и техните части, както и да пренася с 35 % отстъпка от тарифите на БДЖ внесените материали, изработеното от фабриката пиво, и нужния за производството му местен ечемик, и местни каменни въглища.
През втората половина на 1895 г . на столичния бирен пазар се появяват нови играчи – съдружието „Михайловски и Хайрабедиян“ наема Държавната парна пивоварна фабрика в Павлово, а съдружието „Гр.Найденов и Таджер“ купува на търг бившата пивоварна фабрика на Таки Димитров в София (на ул. „Белчев“), и двете фабрики започват производство на пиво. Съдружието „Михайловски и Хайрабедиян“ навлиза с размах в тази индустрия, то разполага с огромни капитали, а през 1895 г. печели и държавната поръчка за строеж на Варненското пристанище.
През 1896 г. столичните пивоварни имат следните показатели. Лидери са „Братя Прошекови“ които произвеждат 685640 литра и продават 624330 литра; Павловската пивоварна произвежда 416000 литра пиво и продава 382230 литра, Младеновата пивоварна произвежда 322570 литра и продава 392290 литра, „Гр.Найденов и Таджер“ произвежда 308600 литра пиво, но успява да продаде едва 79920 литра. На столичния пазар оперират и две по-малки пивоварни – на братя Радойкови в гр. Самоков и на Иван Маслев в с. Мирково, Пирдопско. През 1897 г. конкуренцията между столичните пивоварни се изостря още повече. Всичката произведена от тях бира се продава основно в София и окръга, като само павловската пивоварна прави опит за експорт в Истанбул.
За да избегнат сложилата си ситуация, при която се гонят големи обеми произведено пиво, при висок риск за успешен пласмент на произведените количества в началото на второто тримесечие на 1898 г. Михайловски и Хайрабедиян сключват споразумение с Младен Тодоров и със съдружието „Гр. Найденов и Таджер“. Трите пивоварни се обединяват и започват да работят „задружно“ под фирмата „Михайловски и Хайрабедиян и С-ие“, и то само в пивоварната в Павлово, като двете по малки софийски фабрики спират работа и се затварят. На практика това е първият пивоварен картел в родната пивоварна индустрия. Както и последващите такива, и този се оказва краткотраен и неуспешен.
Това сътрудничество продължава по малко от две години. Строежът на Варненското пристанище бързо стопява активите на „Михайловски и Хайрабедиян“. До 1899 г. фирмата им претърпява сериозни сътресения – след две зимни бури, които повреждат плавателния състав и строителните съоръжения „Михайловски и Хайрабедиян“ почти фалира. Съдружниците се разделят и Ованес Хайрабедиян е принуден да регистрира фирмата „Михайловски и Хайрабедиян“ като еднолична в търговския едноличен регистър при Софийския окръжен съд. През 1900 г. договорът за наем на Павловската пивоварна е прекратен и през декември 1900 г. Министерството на финансите обявява нов търг за отдаване под наем на държавната пивоварна. Прекратяването на договора е тежък удар и за двамата съдружници на „Михайловски и Хайрабедиян“ в пивоварството, които работят в павловската фабрика. Гр.Найденов и Таджер така и не успяват да възстановят пивопроизводството в собствената си фабрика. Младен Стоянов Тодоров успява да да възстанови производството във фабриката си на ул. Козлодуй в кв. Банишора през септември 1900 г.  
Специалитет на пивоварната е т.нар. „Младеново квасно пиво“, или бира с мая, която се прави специално за столичната пивница „Чабук-Чабук“ и други реномирани столични локали.
Пивоварната фабрика работи активно през периода 1901 – 1906 г.
През 1904  – 1906 г. собственикът на фабриката попада в полезрението на данъчните власти. Осъден е за неплатени на държавата акцизи по Закона за акцизите и по Закона за питиетата и е принуден да води дела, които стигат до разглеждане и пред ВКС. Макар че няма конкретна информация за точната дата на прекратяване дейността на фабриката, тя трябва да се отнесе към края на 1906.
През 1908 г. Младеновата пивоварна е възродена от командитното дружество „Спиро Холийолчев и с-ие“, което преустройва малката фабрика в ново модерно предприятие под името „Парна пивоварна фабрика „Македония“, което е официално открито на 30.11.1908 г.